# Лейбенгруб Павло Соломонович
Лейбенгруб Павло Соломонович (*1915 р., м. Калуга  — 1984, Москва) — радянський педагог, історик, доктор педагогічних наук (1982), професор, Заслужений вчитель школи РРФСР, Відмінник народної освіти СРСР (1967, 1984 рр.)

## Навчання
П.Лейбенгруб закінчив в 1940 році історичний факультет Московського державного університету імені М. В. Ломоносова.
У 1937—1973 рр. викладав історію в школах Москви. У роки Другої світової війни П.Лейбенгруб викладав історію в 5-й Московській артилерійській спецшколі Мосгороно, був комсоргом школи, потім завідувачем навчальною частиноюм.

## Наукова діяльність
Одночасно, з 1948 року, Павло Соломонович працював старшим науковим співробітником НДІ методів навчання (НДІ змісту і методів навчання) АПН СРСР.
Автор 30 монографій і більше 100 статей з питань методики навчання історії, програм, підручників з історії СРСР (у співавторстві з академіком Академії наук СРСР Міліцою Нечкиною.
Так, підручник з історії СРСР для 7-го класу П.Лейбенгруба в 1966—1984 роках — перевидавався 18 разів, а для 8-го класу (в 1968—1984 рр. — чотири рази).

## Нагороди
- Заслужений вчитель школи РРФСР,
- Відмінник народної освіти СРСР (1967, 1984 рр.)

## Перелік публікацій
- Лейбенгруб Павел Соломонович. Идейно-нравственное воспитание в обучении истории СССР (7-10 классы) [Текст]: пособие для учителя / П. С. Лейбенгруб. — М. : Просвещение, 1983. — 287 с. — ISBN 1003747
- Лейбенгруб Павел Соломонович. О повторении на уроках истории СССР в 7-10 классах: Пособие для учителя [Текст] / П. С. Лейбенгруб. — 2-е изд.,дораб. — М. : Просвещение, 1987. — 142 с. — ISBN 1097485
- Нечкина Милица Васильевна. История СССР [Текст]: учеб. для 7-го кл. / М. В. Нечкина, П. С. Лейбенгруб. — 4-е изд. — М. : Просвещение, 1985. — 287 с.
- Лейбенгруб, Павел Соломонович Изучение истории СССР в 7 классе [Текст] / П. С. Лейбенгруб. — Изд.2-е. — М. : Просвещение, 1974. — 334 с. — ISBN 73 Лейбенгруб, Павел Соломонович. Дидактические требования к уроку истории в средней школе [Текст] / П. С. Лейбенгруб. — М. : Академия педагогических наук РСФСР, 1957. — 160 с. — ISBN 284217
- Лейбенгруб Павел Соломонович О повторении на уроках истории СССР в 7-10 классах: Пособие для учителя [Текст] / П. С. Лейбенгруб. — М.: Просвещение, 1977. — 175 с.
- Кинкулькин, Альберт Тимофеевич Некоторые вопросы преподавания истории в школе [Текст] / А. Т. Кинкулькин, П. С. Лейбенгруб. — М. : Академия педагогических наук РСФСР, 1957. — 112 с. — ISBN 277194
- Нечкина Милица Васильевна История СССР [Текст]: учеб. для 7-го кл. / М. В. Нечкина, П. С. Лейбенгруб. — 8-е изд. — М.: Просвещение, 1973. — 255 с. — * Нечкина Милица Васильевна. История СССР [Текст]: учеб. для 7-го кл. / М. В. Нечкина, П. С. Лейбенгруб. — 3-е изд. — М. : Просвещение, 1984. — 287 с.
- Лейбенгруб Павел Соломонович. Изучение темы «Иностранная военная интервенция и гражданская война /1918-1920 гг./» в 10 классе [Текст] / П. С. Лейбенгруб. — М. : Академия педагогических наук РСФСР, 1958. — 143 с. — ISBN 296202
- Нечкина Милица Васильевна. История СССР [Текст]: учеб. для 7-го кл. / М. В. Нечкина, П. С. Лейбенгруб. — М. : Просвещение, 1981. — 287 с.